# Peaky Blinders
Peaky Blinders is een Britse historische dramaserie van Steven Knight. De serie gaat over de Peaky Blinders, een criminele bende uit Birmingham, en hun activiteiten in Birmingham kort na de Eerste Wereldoorlog. De fictieve familie is losjes gebaseerd op een echte stedelijke jeugdbende met dezelfde naam, die van de jaren 1890 tot het begin van de 20e eeuw actief was in de stad. De hoofdrollen worden gespeeld door Cillian Murphy, Sophie Rundle, Helen McCrory, Joe Cole en Sam Neill (in de eerste twee seizoenen).

## Synopsis
Peaky Blinders is een misdaaddrama dat zich afspeelt in een gezin van gemengde Ierse Travellers- en Romani-afkomst, die zich hebben gevestigd in Birmingham, Engeland. Het verhaal begint in 1919, enkele maanden na het einde van de Eerste Wereldoorlog. De serie draait om de straatbende Peaky Blinders en hun ambitieuze, sluwe misdaadbaas Thomas "Tommy" Shelby. De bende komt onder de aandacht van majoor Chester Campbell, een rechercheur-hoofdinspecteur bij de Royal Irish Constabulary uit Belfast die door Winston Churchill daar naartoe was gestuurd om facties van het Ierse Republikeinse Leger, de Communistische Partij van Groot-Brittannië, straatbendes en gewone criminelen uit de stad te ruimen. Churchill stuurt Campbell om de wanorde en opstand in Birmingham te onderdrukken en beveelt hem om een gestolen voorraad wapens en munitie die bedoeld was om naar Libië te worden verscheept, terug te vinden. Het eerste seizoen eindigt op 3 december 1919: "Black Star Day", het evenement waarbij de Peaky Blinders van plan zijn de gokplaatsen van Billy Kimber tijdens de Worcester Races over te nemen.
In het tweede seizoen breiden de Peaky Blinders hun criminele organisatie uit in het noorden en zuiden, terwijl ze een bolwerk behouden in het hart van Birmingham. Het verhaal begint in 1921 en eindigt met een hoogtepunt op de renbaan van Epsom op 31 mei 1922, Derby Day.
Het derde seizoen speelt zich af in 1924 en volgt Tommy en de bende terwijl ze een nog gevaarlijkere wereld betreden door opnieuw uit te breiden, dit keer internationaal. In dit seizoen zijn ook ook priester John Hughes te zien, die betrokken is bij een anticommunistische organisatie, Ruben Oliver, een schilder die Polly inschakelt om haar portret te schilderen en de Russische groothertogin Tatiana Petrovna. Arthur Shelby huwt met Linda, zijn nieuwe vrouw.
Het vierde seizoen begint op Kerstavond 1925, waarbij de Peaky Blinders te horen krijgen dat de New Yorkse maffia, geleid door Luca Changretta, de moord op zijn vader komt wreken. Het seizoen eindigt na de algemene staking van mei 1926, waarbij Tommy de communistische leider Jessie Eden gebruikt voor informatie en in 1927 tot parlementslid wordt gekozen.
Het vijfde seizoen speelt zich twee jaar later af, van 29 oktober 1929 (Zwarte Dinsdag) tot 7 december 1929, de ochtend na een bijeenkomst onder leiding van Sir Oswald Mosley.
Het zesde seizoen begint op 5 december 1933, wanneer de drooglegging in de Verenigde Staten wordt opgeheven. De Nationaalsocialistische Duitse Arbeiderspartij heeft de macht verworven in Duitsland, wat leidt tot een exponentiële groei van het lidmaatschap van Mosley's British Union of Fascists. Tommy krijgt niet alleen te maken met Mosley, maar ook met complotten van de Ierse maffia en de Anti-Treaty IRA.

## Rolverdeling

### Hoofdrollen
| Acteur           | Personage            | Seizoen | Seizoen | Seizoen | Seizoen | Seizoen | Seizoen | Totaal |
| Acteur           | Personage            | 1       | 2       | 3       | 4       | 5       | 6       | Totaal |
| ---------------- | -------------------- | ------- | ------- | ------- | ------- | ------- | ------- | ------ |
| Cillian Murphy   | Thomas Shelby        | 6 afl.  | 6 afl.  | 6 afl.  | 6 afl.  | 6 afl.  | 6 afl.  | 36     |
| Paul Anderson    | Arthur Shelby Jr.    | 6 afl.  | 6 afl.  | 6 afl.  | 6 afl.  | 6 afl.  | 6 afl.  | 36     |
| Sophie Rundle    | Ada Thorne-Shelby    | 6 afl.  | 6 afl.  | 6 afl.  | 6 afl.  | 6 afl.  | 6 afl.  | 36     |
| Helen McCrory    | Polly Gray-Shelby    | 6 afl.  | 6 afl.  | 6 afl.  | 6 afl.  | 6 afl.  |         | 30     |
| Finn Cole        | Michael Gray         |         | 5 afl.  | 6 afl.  | 6 afl.  | 6 afl.  | 4 afl.  | 27     |
| Joe Cole         | John Shelby          | 6 afl.  | 6 afl.  | 6 afl.  | 2 afl.  |         |         | 20     |
| Annabelle Wallis | Grace Shelby-Burgess | 6 afl.  | 5 afl.  | 3 afl.  |         | 5 afl.  |         | 19     |
| Sam Neill        | Chester Campbell     | 6 afl.  | 6 afl.  |         |         |         |         | 12     |

### Bijrollen
| Acteur              | Personage                    | Seizoen | Seizoen | Seizoen | Seizoen | Seizoen | Seizoen | Totaal |
| Acteur              | Personage                    | 1       | 2       | 3       | 4       | 5       | 6       | Totaal |
| ------------------- | ---------------------------- | ------- | ------- | ------- | ------- | ------- | ------- | ------ |
| Ned Dennehy         | Charlie Strong               | 6       | 5       | 6       | 4       | 4       | 4       | 29     |
| Ian Peck            | Curly                        | 5       | 5       | 6       | 4       | 3       | 4       | 27     |
| Harry Kirton        | Finn Shelby                  |         | 6       | 5       | 5       | 5       | 4       | 25     |
| Natasha O'Keeffe    | Lizzie Shelby-Stark          | 1       | 5       | 3       | 6       | 5       | 6       | 26     |
| Packy Lee           | Johnny Dogs                  | 3       | 3       | 4       | 5       | 4       | 4       | 23     |
| Kate Philips        | Linda Shelby                 |         |         | 5       | 5       | 5       | 2       | 17     |
| Aimee-Ffion Edwards | Esme Shelby-Lee              | 3       | 5       | 4       | 2       |         | 2       | 16     |
| Tony Pitts          | Sergeant Moss                | 6       | 4       | 3       | 2       |         |         | 15     |
| Benjamin Zephaniah  | Jeremiah Jesus               | 3       | 3       | 1       | 2       | 2       | 3       | 14     |
| Jordan Bolger       | Isiah Jesus                  |         | 3       | 5       | 5       |         |         | 13     |
| Tom Hardy           | Alfred "Alfie" Solomons      |         | 5       | 2       | 3       | 1       | 2       | 13     |
| Anya Taylor-Joy     | Gina Gray                    |         |         |         |         | 6       | 5       | 11     |
| Sam Claflin         | Oswald Mosley                |         |         |         |         | 6       | 5       | 11     |
| Aidan Gillen        | Aberama Gold                 |         |         |         | 4       | 6       |         | 10     |
| Charlie Murphy      | Jessie Eden                  |         |         |         | 6       | 2       |         | 8      |
| Adrien Brody        | Luca Changretta              |         |         |         | 6       |         |         | 6      |
| Iddo Goldberg       | Freddie Thorne               | 6       |         |         |         |         |         | 6      |
| Alexander Siddig    | Ruben Oliver                 |         |         | 6       |         |         |         | 6      |
| Gaite Jansen        | Tatiana Petrovna             |         |         | 6       |         |         |         | 6      |
| Charlotte Riley     | May Fitz Carleton            |         | 4       |         | 2       |         |         | 6      |
| Noah Taylor         | Darby Sabini                 |         | 6       |         |         |         |         | 6      |
| Jack Rowan          | Bonnie Gold                  |         |         |         | 4       | 1       |         | 5      |
| Brian Gleeson       | Jimmy McCavern               |         |         |         |         | 5       |         | 5      |
| Amber Anderson      | Diana Mitford                |         |         |         |         |         | 5       | 5      |
| Kingsley Ben-Adir   | kolonel Ben Younger          |         |         |         | 1       | 4       |         | 5      |
| Charlene McKenna    | Laura McKee / kapitein Swing |         |         |         |         | 1       | 4       | 5      |
| Emmett J. Scanlan   | Billy Grade                  |         |         |         |         | 3       | 2       | 5      |
| James Frecheville   | Jack Nelson                  |         |         |         |         |         | 4       | 4      |
| Paddy Considine     | priester John Hughes         |         |         | 4       |         |         |         | 4      |
| Charlie Creed-Miles | Billy Kimber                 | 4       |         |         |         |         |         | 4      |
| Jan Bijvoet         | groothertog Leon Romanov     |         |         | 4       |         |         |         | 4      |
| Graeme Hawley       | Niall Devlin                 |         |         |         | 4       |         |         | 4      |

## Productie
Een groot deel van de opnamen vond plaats in Leeds in Studio 81. Ook werden er opnamen gemaakt in Liverpool en Manchester.
Ook is er gebruik gemaakt van het Black Country Living Museum in Dudley (nabij Birmingham)